# Rio Kliazma

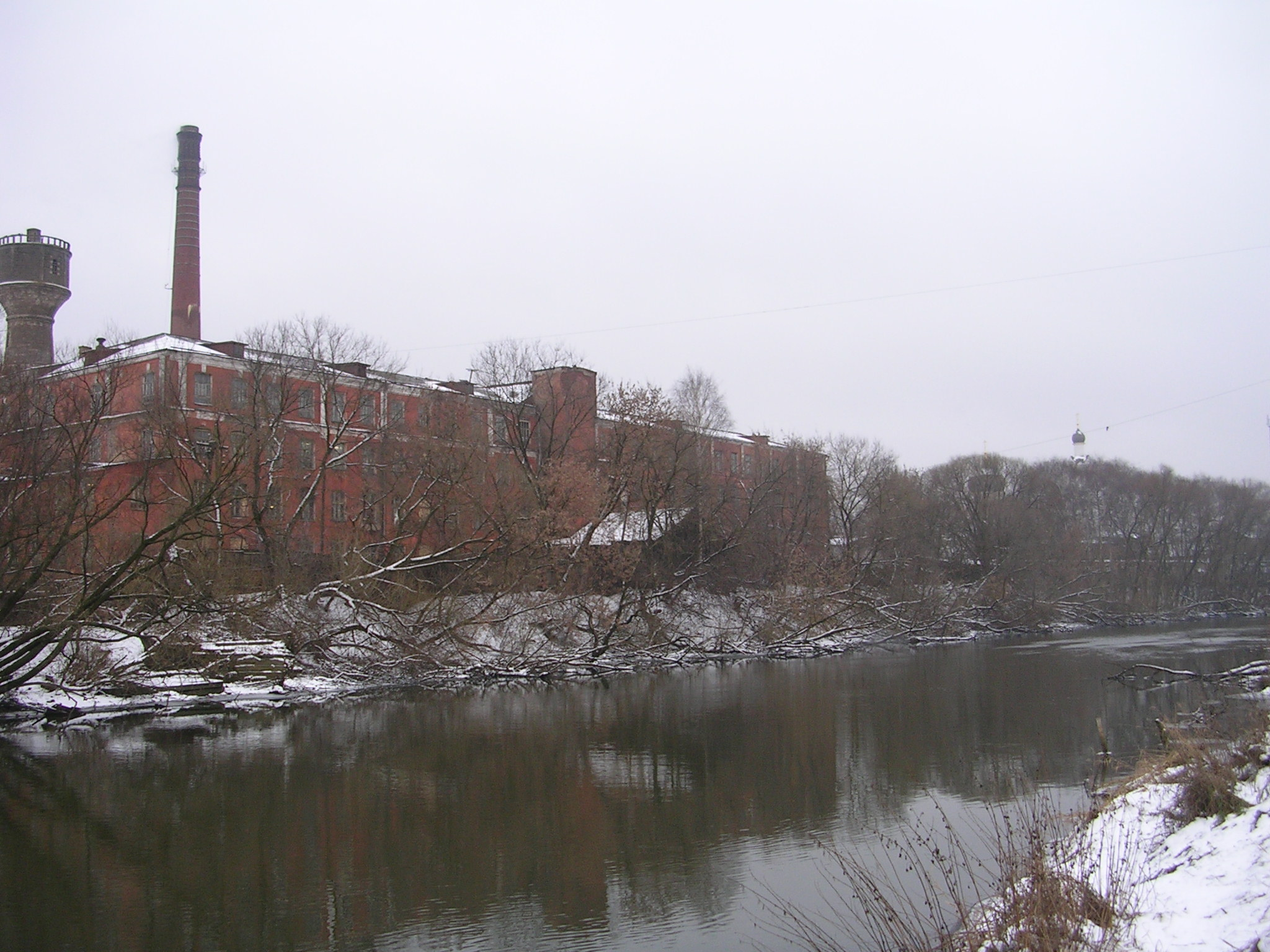
Kliazma, na cidade de Noguinsk.

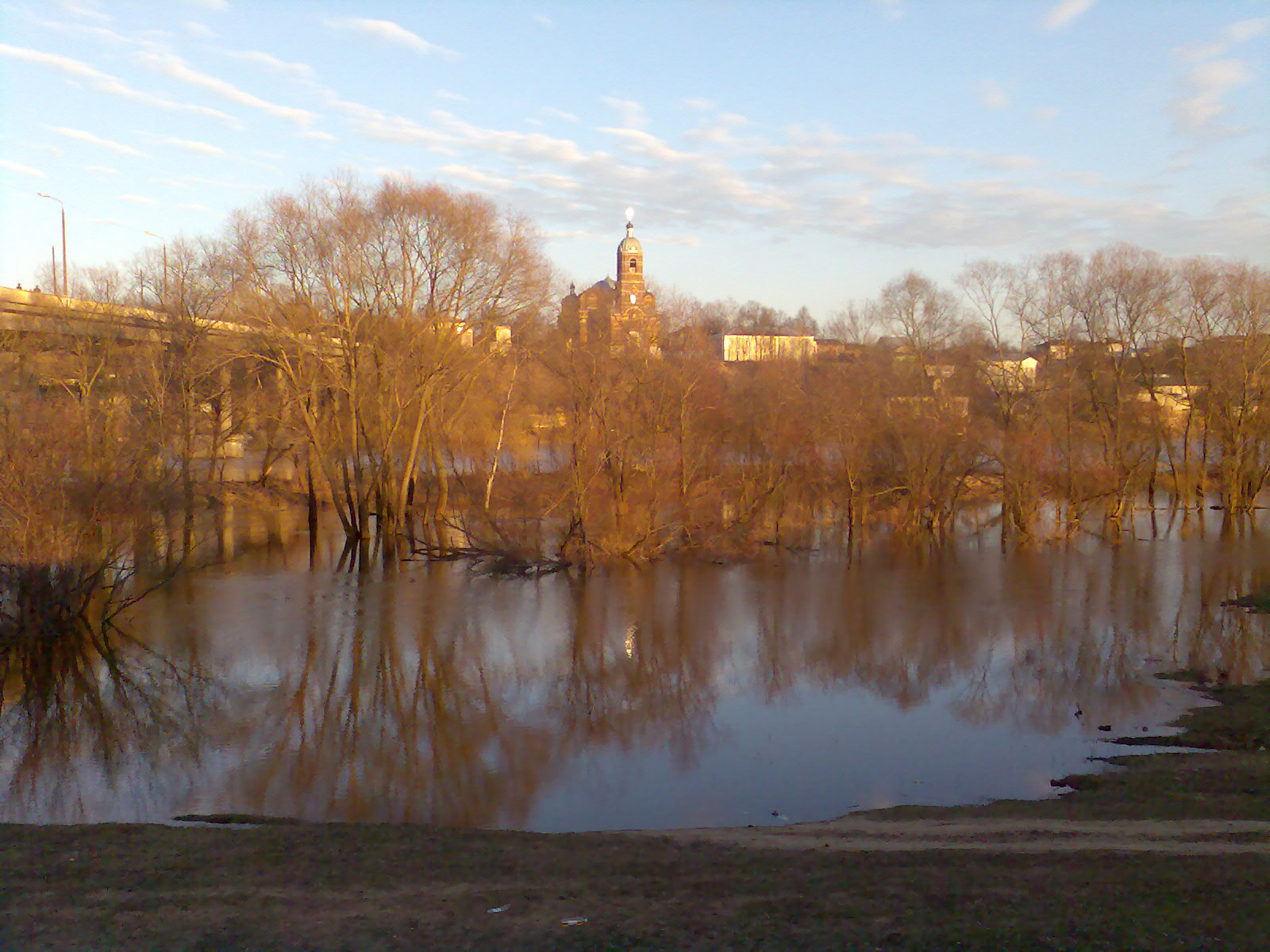
Kliazma, na cidade de Kovrov.

O rio Kliazma (em russo:  Клязьма) é um rio localizado na parte europeia da Rússia. Atravessa o óblast de Moscovo, a própria cidade de Moscovo, e os óblasts de Vladímir, de Ivanovo e de Níjni Novgorod.
Afluente esquerdo do rio Oka, tem uma extensão de 686 km, e a área da sua bacia hidrográfica é de 42500 km2.
Entre as cidades localizadas às suas margens estão Schiolkovo, Noguinsk, Orekhovo-Zuyevo, Petuchki, Sobinka, Vladimir, Kovrov, Viazniki e Gorokhovets.